# Donya Feuer
Donya Feuer (Filadelfia, 31 ottobre 1934 – Stoccolma, 6 novembre 2011) è stata una coreografa, ballerina, sceneggiatrice, regista statunitense.
Si è diplomata alla Juilliard School e insieme a Paul Sansardo ha poi fondato la Paul Sansardo and Donya Feuer Dance Company.
Tra il 1952 e il 1956 ha danzato nella Martha Graham Company.
A partire dal 1966 ha lavorato come coreografa al Kungliga Dramatiska Teatern di Stoccolma per Ingmar Bergman con il quale collabora, nel 1975, al film Il flauto magico.
È morta nel 2011 all'età di 77 anni a seguito di una colite ulcerosa 